# Соловьёв, Егор Сергеевич
Егор Сергеевич Соловьёв (род. 17 июля 2005, Москва) — российский хоккеист, нападающий.

## Биография
Начинал заниматься хоккеем в «Северной звезде» на позиции защитника. В 2017 году перешёл в «Атлант», так как хотел быть нападающим. Через год перешёл в «Витязь», с 2020 года — в системе ЦСКА. С сезона 2021/22 стал играть в МХЛ за команду «Красная армия». 5 декабря 2023 года в гостевом матче с магнитогорским «Металлургом» (3:0) дебютировал в КХЛ, забросив победную шайбу.